# Rakt

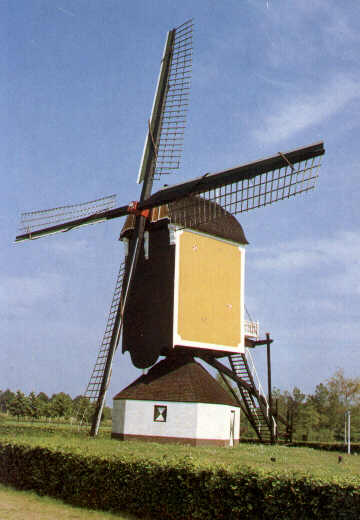
Cối xay gió Jetten

Rakt 51°40′35″B 5°34′55″Đ / 51,67639°B 5,58194°Đ là một ngôi làng tại Uden, Noord-Brabant, Hà Lan. Ngoài việc là nơi đặt cối xay gió nổi tiếng Molen van Jetten (xây dựng vào năm 1811 và chuyển tới vị trí như ngày nay năm 1900), Rakt cũng nổi tiếng với câu lạc bộ bóng đá nghiệp dư FC de Rakt thành lập từ 1968 với sân nhà tại Moleneind, ngay gần cối xay gió Molen van Jetten. Mỗi năm câu lạc bộ tổ chức một giải đấu trên những cánh đồng quanh cối xay gió.

## FC de Rakt
Tháng 9 năm 2008 đội bóng đá nữ FC de Rakt (FC de Rakt DA1) gây chú ý cho truyền thông quốc tế khi thay thế trang phục thi đấu cũ bằng bộ trang phục thi đấu mới gồm váy ngắn và áo bó sát người.